# Seznam belgijskih biatloncev
Seznam belgijskih biatloncev.

## C
- Florent Claude

## L
- Tom Lahaye-Goffart
- Thierry Langer
- Lotte Lie

## R
- Michael Rösch

## S
- Nathalie Santer-Bjørndalen